# 相兀速
相兀速（?—?），斡耳那氏，元朝将领，千户怯怯里之长子。
父怯怯里攻南宋襄阳，去世。相兀速袭父职，率领本部兵随从丞相阿术攻襄樊。再跟随塔出筑建正阳堡，击败宋朝庐州军。1274年担任武略将军。1275年，从博罗罕取涟海，渡淮河，跟随丞相伯颜破淮安南门。受命率领蒙古、女真、汉军三万户在湾头堡驻守。1276年，从阿朮在泰州攻打南宋制置使李庭芝与扬州都统姜才。1277年，为宣武将军、管军总管。1281年，为蒙古侍卫亲军总管。1286年，担任千户，1293年，官至蒙古侍卫亲军副指挥使司事、显武将军。其子捏古䚟袭职。

## 延伸阅读
[在维基数据编辑]
 《元史·卷123》，出自宋濂《元史》
 《新元史/卷152》，出自柯劭忞《新元史》